# Персо, Морис
Морис Персо (фр. Maurice Persat; 30 апреля 1788, Пюи-де-Дом — 1858) — французский офицер и писатель, участник Наполеоновских войн и революционных войн в Латинской Америке, Греции и Испании.

## Биография
Персо родился в Пюи-де-Дом центральной Франции в 1788 году. Был капитаном кавалерии наполеоновской армии. Получил орден «Почётного легиона» из рук императора в 1813 году. После «ста дней» был отправлен в резерв на половину жалования. Сформировал мятежный отряд Луары, но был сослан во время Реставрации. Принял участие в заговоре с целью вызволения Наполеона с острова Святой Елены. В 1817 году эмигрировал в США. В 1818 году присоединился к войскам Боливар, Симон а, но, разочаровавшись в испаноязычных лидерах в феврале 1819 году отправился на остров Мартиника. Вернувшись во Францию снова принял участие в наполеоновском заговоре. Принял участие в Неаполитанской революции Был заключён австрийцами, но бежал, убив охранника. С началом Греческой революции 1821 года отправился в Грецию, для участия в Освободительной войне против осман. Был одним из первых офицеров волонтёров 1-го батальона регулярной греческой армии, который по приказу Дмитрия Ипсиланти организовал в июле 1821 года в городе Каламата, Пелопоннес рождённый на Крите корсиканец Балест, Иосиф.
После Греции Персо отправился в Испанию и принял участие в сражениях против войск герцога Ангулемского Людовик (герцог Ангулемский) , в качестве командира кавалерийского отряда, под командованием Франсиско Эспоз и Мина. В 1838—1839 годах он написал «Мемуары 1806—1844», которые однако оставались неопубликованными до 1910 года.